# Château-musée de Boulogne-sur-Mer
Cet article concerne le musée. Pour le monument, voir Château de Boulogne-sur-Mer.
Le château-musée de Boulogne-sur-Mer est un musée municipal d'art et d'archéologie, situé à Boulogne-sur-Mer, dans le Pas-de-Calais.
Le musée, fondé en 1825, présente des collections archéologiques variées, constituant le premier ensemble de France (hors Paris) pour les céramiques grecques, et un ensemble d'art inuit parmi les plus importants au monde.

## Situation

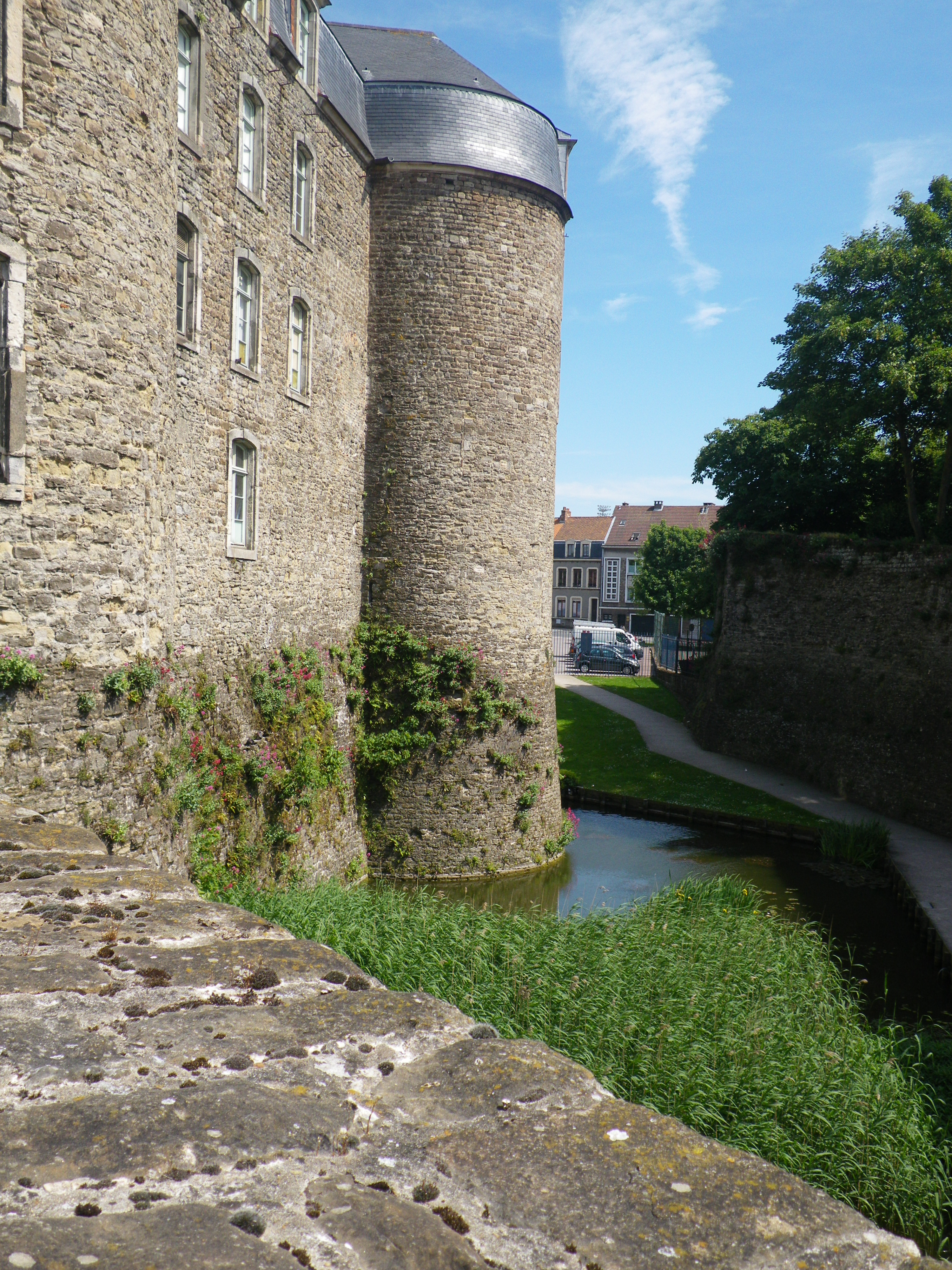
Le château et ses douves

Le musée est installé depuis 1988 dans le château comtal de Boulogne-sur-Mer, devenu propriété de la ville depuis cette même année, située dans sa vieille-ville. Cet ancien château comtal est intégré aux remparts du XIIIe siècle superposés aux enceintes de l'ancien camp romain, datant de la Classis Britannica.

## Présentation générale
Le musée comprend quatre départements : archéologie méditerranéenne, ethnographie extra-européenne, des beaux-arts et des arts décoratifs, histoire locale.
Le département d'archéologie méditerranéenne présente la collection égyptienne avec ses sarcophages et sa momie qui avait inspiré à Auguste Mariette sa vocation d'égyptologue. Il regroupe également la collection de céramiques grecques constituée de près de 450 pièces de qualité comme le « Suicide d'Ajax » attribué à Exékias.
Le département d'ethnographie extra-européenne rassemble une collection d'objets provenant de diverses régions du monde.
Le département des beaux-arts et des arts décoratifs propose des peintures italiennes et flamandes des XVe au XVIIe siècle, une collection de peintures et sculptures françaises du XIXe siècle, regroupant entre autres Courbet, Corot, Boudin, Sisley, Rodin, Carpeaux ou encore Gallé, ainsi qu'un ensemble d'œuvres d'artistes de la Côte d'Opale du XIXe siècle. Le parcours se termine par un ensemble de tableaux donné par l'artiste abstrait d'origine boulonnaise, Georges Mathieu.
Le département d'histoire locale présente le patrimoine et l'histoire de la Bononia antique et ses richesses gallo-romaines, la ville médiévale, jusqu'au camp de Boulogne.

## Collections permanentes

### Département d'archéologie méditerranéenne

#### Égypte ancienne

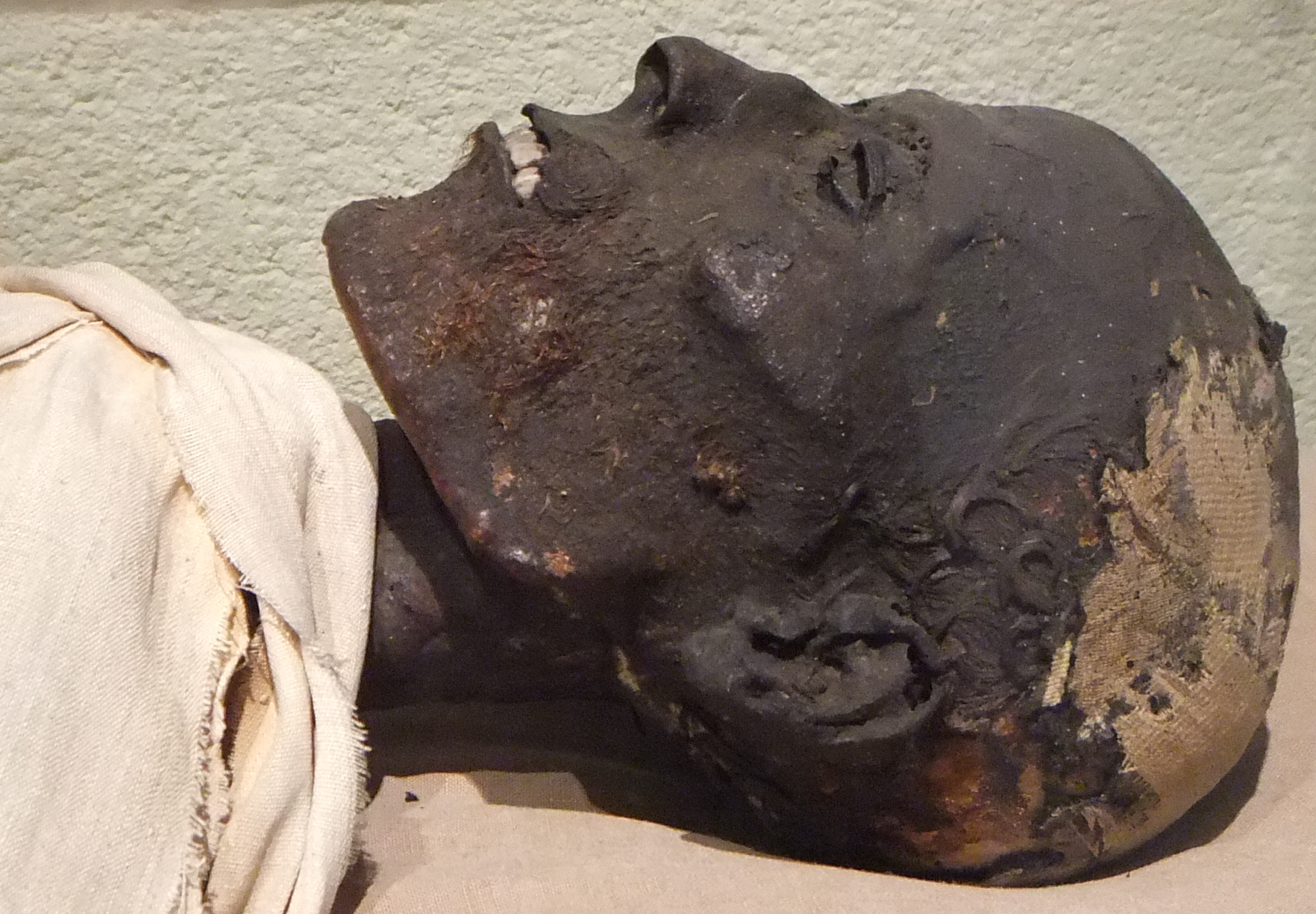
Momie d'homme, Thèbes, XXIe-XXVIe dynastie. Achat 1837.

L'origine du fonds égyptien coïncide avec la création du musée en 1825. Peu importante en nombre, cette collection comprend pourtant des objets d'un grand intérêt[non neutre].
Le Boulonnais Auguste Mariette fut un pionnier de l'égyptologie moderne, et il n'eut de cesse de poursuivre l'œuvre de Champollion. Outre de nombreuses découvertes prestigieuses, on lui doit une grande partie des collections du Musée du Louvre, ainsi que la fondation du Musée du Caire en Égypte et la mise en place d'une législation pour la protection du patrimoine égyptien. Mariette n'oublie cependant pas sa ville natale et a fait don d'environ 150 objets au musée municipal.
En octobre 2018, le musée prête le cercueil en bois de Néhemsimontou au musée de Grenoble dans le cadre de l'exposition Servir les dieux d'Égypte, permettant ainsi de le présenter côte à côte avec le cartonnage en toile de lin du même Néhemsimontou conservé par le musée de Grenoble.

#### Grèce antique

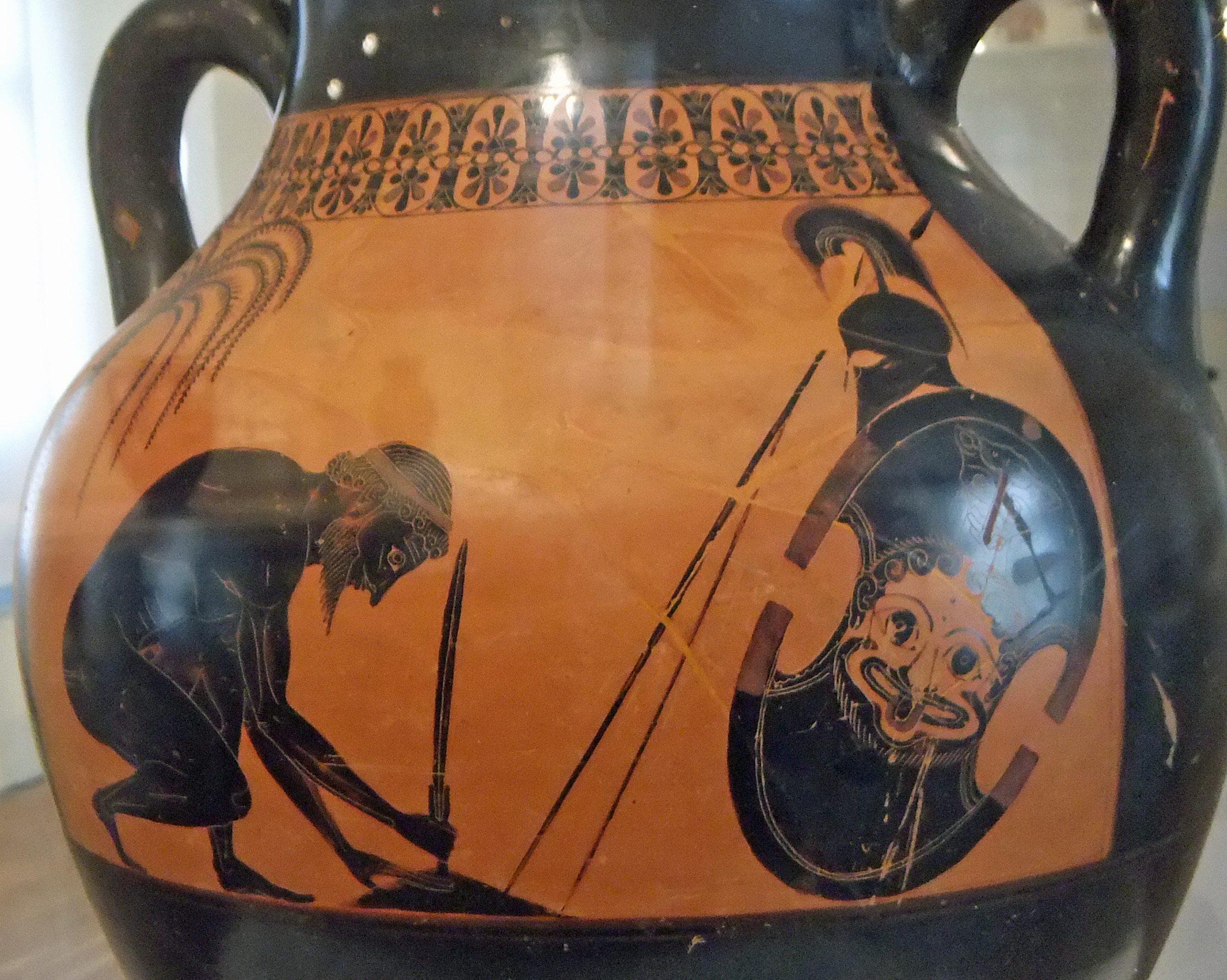
Suicide d'Ajax, vase à figures noires attribué à Exékias, Athènes, vers -530.

L'importante collection de céramiques grecques et italiques est issue du rachat, en 1861, de la collection privée de Charles-Louis-Fleury Panckoucke (1780-1844), qui ne comportait pas moins de 476 pièces, et de divers legs comprenant notamment des œuvres chypriotes et corinthiennes. C'est la deuxième plus grande collection de France de vases grecs en nombre et qualité après le Louvre. Parmi les pièces que compte cette collection, on trouve une œuvre du grand peintre du VIe siècle av. J.-C. Exékias représentant le Suicide d'Ajax.

### Département des beaux-arts

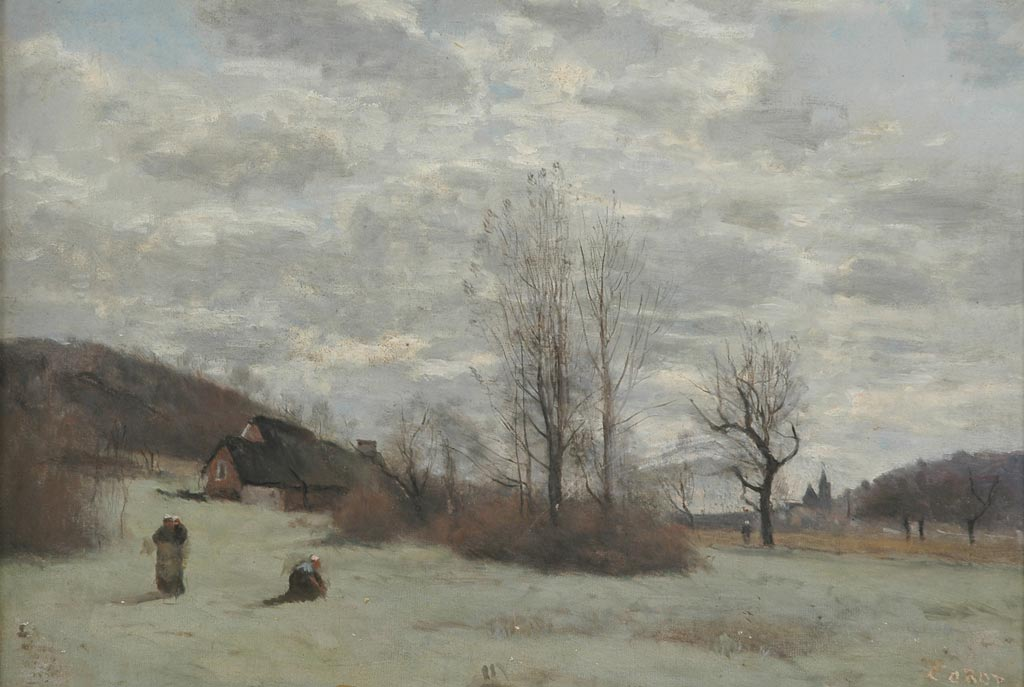
Camille Corot, Plaine des environs de Beauvais, du côté du faubourg Saint-Jean.

#### Peinture
La collection de beaux-arts, legs de Charles Lebeau (1842-1916) en 1916, comprend des tableaux de
- Louis-Léopold Boilly ;
- François Boucher : Vue fantastique de Tivoli ;
- Eugène Boudin (neuf toiles) ;
- Adriaen Brouwer ;
- Charles Camoin ;
- Eugène Carrière ;
- Camille Corot (six toiles) ;
- Gustave Courbet : Marée montante ;
- Victor Dupont : Les enfants au chien (1923)
- Maarten De Vos : Le Martyre de Saint Sébastien ;
- Henri Fantin-Latour ;
- Pierre-Narcisse Guérin : Portrait de petite fille ;
- Pieter Lastman : Laban cherchant ses idoles (1622) ;
- Henri Le Sidaner ;
- Giovanni Paolo Panini : deux pendants, Ruines avec personnages ;
- Théodore Rousseau ;
- Alfred Sisley : Le Pont de Moret-sur-Loing ;
- Francis Tattegrain : La femme aux épaves ;
- Maurice de Vlaminck.

#### Sculpture
Le legs de Charles Lebeau comprend également des sculptures :
- Antonio Canova ;
- Jean-Baptiste Carpeaux ;
- Jules Dalou ;
- François Pompon et
- Auguste Rodin (deux petits bronzes).

### Département d'histoire locale

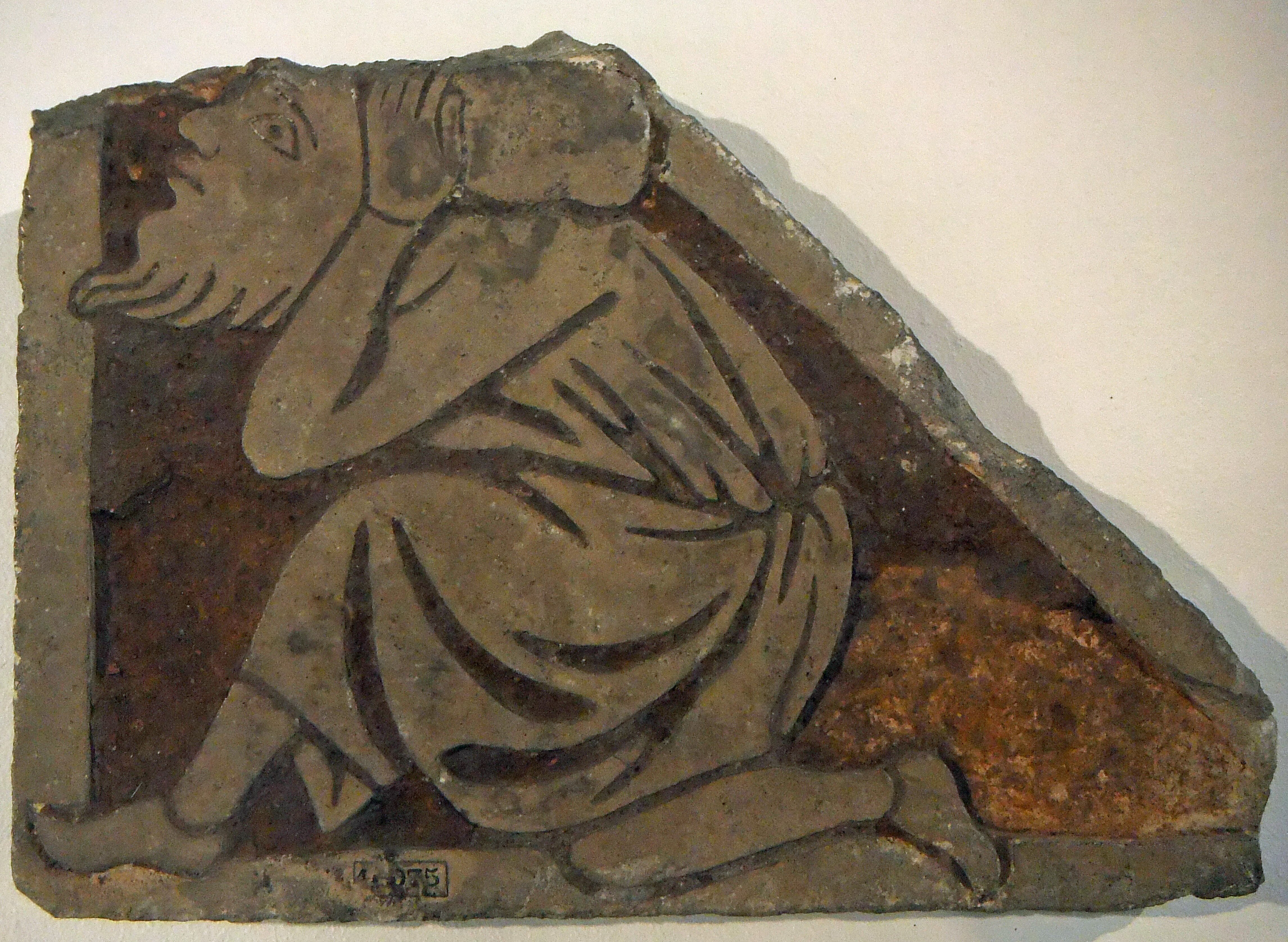
Carreau de pavement orné d'un homme genou à terre, provenant des fouilles de la cathédrale de Thérouanne. Don de Camille Enlart, 1926.

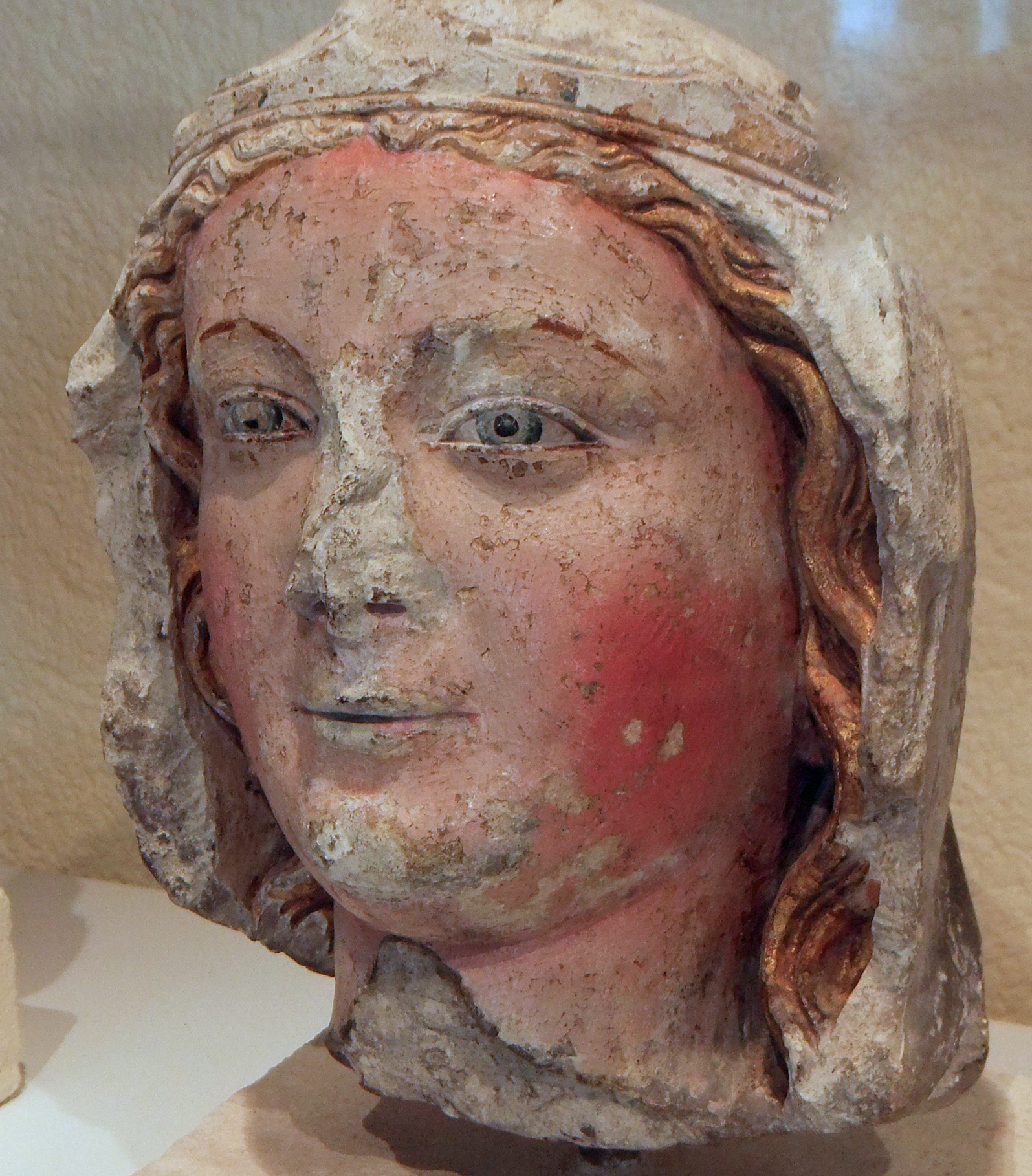
Tête de Vierge, provenant de l'ancienne cathédrale Notre-Dame de Cambrai. Pierre polychrome, XIV. Don de Camille Enlart, 1926.

#### Antiquité romaine
La collection d'antiquités romaines témoigne de l'histoire locale. On peut voir les souterrains gallo-romains et les vestiges des fortifications du castrum.

#### Moyen Âge et Renaissance
Camille Enlart a fait don au musée de plus de 1 000 pièces de sa collection personnelle d’objets du Moyen Âge et de la Renaissance.

### Département d'ethnographie extra-européenne
Les collections d'arts premiers océanien et inuit proviennent de diverses donations à partir de celle du chevalier de Barde.

#### Arts d'Océanie
L’ordonnance royale du 16 octobre 1825 a autorisé l'achat de l'ensemble du cabinet de curiosités du chevalier Alexandre Isidore Leroy de Barde (1777-1828) qui a constitué le noyau du Muséum de Boulogne-sur-Mer. Le Muséum a été créé par la Société d'Agriculture, de Commerce et des Arts. Il est ouvert le 4 novembre 1825 dans les anciens bâtiments du séminaire. La collection de Barde était constituée essentiellement d'objets provenant des Mers du Sud. Elle a été le noyau de la collection océanienne. Les 2 640 objets de la collection de Bard se répartissait entre 2 192 spécimens d'histoire naturelle, 80 vases et objets d'antiquité et 288 « curiosités des sauvages tels qu'instruments de musique, armes, habillement, ustensiles, étoffes ». La famille du chevalier de Barde s'était réfugiée à Londres à partir de 1792. C'est là qu'il a pu voir différentes collections de curiosités et acquérir les pièces de sa collection. Sur les 264 numéros de ses curiosités, 62 proviennent des Mers du Sud : Îles de la Société avec Tahiti, Nouvelle-Guinée, îles Marquises, îles Australes, Nouvelle-Calédonie.
La collection océanienne a été enrichie par des donateurs anglais venant en villégiature à Boulogne. W. P. Newenham propose de vendre au Muséum en 1831 des objets rapportés par le capitaine Cook. William Hamilton (? - 1818) ambassadeur à la cour du royaume de Naples et consul de Grande-Bretagne à Boulogne-sur-Mer de 1828 à 1873, a donné des objets océaniens.
En 1841, l'amiral de Rosamel a donné une trentaine d'objets océaniens au musée. Les relations de l'amiral lui ont permis de faire parvenir au Muséum des objets qui ont été ramenés des voyages de circumnavigation faits par des navires français alors qu'il était ministre de la Marine et des Colonies :
- voyage de La Bonite commandé par Auguste-Nicolas Vaillant (1836-1837) ;
- voyage de La Vénus commandé par Abel Aubert du Petit-Thouars (1836-1839) ;
- voyage de L'Astrolabe commandé par Jules Dumont d'Urville (1836-1840).

Les interventions de l'amiral de Rosamel ont permis de constituer au Muséum de Boulogne une collection particulièrement riche d'objets océaniens.
En 1873, Ernest Hamy est nommé à la chaire d'anthropologie. Il va donner des objets océaniens au Muséum de Boulogne. Il va organiser des échanges qui vont permettre de faire entrer de nouveaux objets au musée. Nommé en 1880 au futur Musée d'Ethnographie du Trocadéro, il va faire des dons au musée entre 1880 et 1895 et va le mettre en contact avec des participants aux missions scientifiques de l'Instruction Publique, en particulier Alphonse Pinart et Maurice Maindron.

#### Arts de l'Alaska
Originaire de Marquise, Alphonse Pinart est issu d'une famille d'industriels. Il a dix-neuf ans lorsqu'il part pour « l'Amérique russe » au printemps 1871, en quête des preuves linguistiques du peuplement du Nouveau Monde.
Après un long périple le long des côtes de l’Alaska en kayak qui le mène jusqu’au détroit de Bering, le jeune Français s’installe six mois à Kodiak, parmi les Sugpiat, et à Afognak, principal village de l’île voisine. Il s’intéresse à la langue, mais aussi à tous les aspects de la culture. Il interroge les habitants sur leurs mythes, leurs rites. Les relations qu’il noue avec ses hôtes lui permettent d’obtenir des informations sur les festivals d’hiver pour lesquels étaient fabriqués les masques qu’il collecte au moment où les Sugpiat abandonnent cette tradition.
En effet, Alphonse Pinart arrive à Kodiak à un moment clé : les colons russes se retirent peu à peu et les Américains, qui leur ont acheté l'Alaska cinq ans plus tôt, ne sont pas encore totalement implantés. En 1871, il devait donc être plus facile d'observer les coutumes sugpiat et de collecter des masques et objets. À son retour en France, en 1875, il dépose l'ensemble au musée de Boulogne-sur-Mer.
Les festivals d'hiver étaient des cérémonies de chasse qui avaient pour fonction d’assurer la prospérité et l’abondance du gibier pour la saison de chasse suivante. Ils débutaient en novembre, après la saison de la pêche au saumon et duraient tout l’hiver jusqu’à épuisement des réserves de nourriture. Ces cérémonies qui pouvaient regrouper des invités de plusieurs villages permettaient d’entrer en contact avec le monde des esprits, de les honorer et de commémorer les actions des ancêtres. Les danses masquées se succédaient au son des tambours, accompagnées de récits, de chants et de chorégraphies. À la fin des cérémonies, les masques étaient brûlés, cassés, jetés, ou bien conservés dans des grottes éloignées pour préserver les gens de leurs forts pouvoirs.
Aujourd'hui, le partenariat qui lie l’Alutiiq Museum de Kodiak et le musée de Boulogne-sur-Mer s’impose donc. Il a pour objectif de développer les recherches et les échanges d'objets entre les deux musées par l’organisation d’expositions, d’échanges scientifiques et de voyages d’artistes. Depuis la mise en place du partenariat entre Boulogne et Kodiak, la création contemporaine sugpiaq tend à se diversifier.
La certitude d'avoir accès aux objets de leur passé a libéré les artistes qui peuvent faire évoluer leurs créations pour que leur culture soit une culture vivante ancrée dans le présent.
Comme bien peu de masques subsistent aujourd'hui en Alaska, ceux de Boulogne sont primordiaux pour la connaissance de la culture sugpiaq passée.
En 2024, Alice Rogoff fait don d’une centaine d’œuvres inuites à la commune de Boulogne-sur-Mer afin qu'elles rejoignent, au château-musée de Boulogne-sur-Mer, celles de la collection Alphonse Pinart, car, comme le dit Alice Rogoff, « Boulogne est en train de devenir une ville référence pour l’art inuit dans le monde ».
Les collections s'étoffent en accueillant, en 2025, le don de 350 œuvres d'art contemporain inuit par Claude Baud et Michel Jacot, collectionneurs d'art canadien depuis les années 1980. Cette seconde donation encourage un nouvel accrochage du parcours permanent dédié au monde arctique, inauguré le 4 juillet 2025. Ces nouvelles salles mêlent ainsi les trois grands fonds du musée : Alphonse Pinart, Alice Rogoff et Baud-Jacot. 

## Expositions temporaires
- 1991 : Alfred Georges Regner, rétrospective.
- 1992 : Georges Mathieu, rétrospective.
- 2004 : Auguste Mariette.
- 2005 : « Napoléon : la Grande Armée… vers Austerlitz ».
- 2006 : « Les douze travaux d'Héraclès ».
- 2007 : « Te Moana » (arts océaniens).
- 2008 : « Le Pérou des Mochicas - Donations Georges Mathieu et Vicente Gil-Franco ».
- 2009 : « Giinaquq : comme un visage, masques d'Alaska, ou la culture sugpiaq mise en lumière par Alphonse Pinart ».
- mai 2010 : Maurice Boitel, rétrospective.
- été 2014 : Georges Mathieu, rétrospective.
- novembre 2015 - mars 2016 : « Il était une fois… ».
- juin - décembre 2016 : « Alaska passé/présent », à l'occasion des 10 ans de partenariat avec Kodiak en Alaska.
- janvier - avril 2018 : « Virginie Demont-Breton : Visions d'Opale et d'Orient ».
- juin - novembre 2018 : « Napoléon & Boulogne-sur-Mer ».
- janvier - mars 2019 : « Désir de rivage - Dialogues autour d'un chef-d'œuvre d'Édouard Manet ».
- juillet - décembre 2019 : « Une saison en Grèce : Trésors de l'Antiquité ».
- mai - septembre 2021 : « To be bird, carte blanche à Claude Cattelain », exposition d'art contemporain.
- juillet - septembre 2021 : « Auguste Mariette, l'artiste dans l'ombre du scientifique ».
- avril - juillet 2022 : « Henry Lhotellier, réalités nouvelles ».
- juillet - décembre 2022 : « Veloso Salgado : De Lisbonne à Wissant, itinéraire d'un peintre portugais ».
- mars 2023 - janvier 2024 : « Mini-expo – Que d'émotions ! ».
- janvier 2023 - janvier 2026 : « Comme un reflet d’opale… Fenêtres ouvertes sur le Boulonnais ».
- avril 2024 - mars 2025 : « Mini-expo – Le monde animal ».
- avril 2025 - mars 2026 : « Mini-expo – A table ! »